# István Joós
István Joós (n. 27 martie 1953, Győr, Ungaria) este un caiacist ce a reprezentat Ungaria, medaliat olimpic. A participat la o ediție a Jocurilor Olimpice (1980) în care a câștigat o medalie de argint.